# New York City Board of Estimate
Das New York City Board of Estimate war ein politisches Gremium in New York City, das als eine Art Stadtvorstand oder Magistrat für den öffentlichen Haushalt sowie den Flächennutzungsplan verantwortlich war. Es wurde 1989 in einer Supreme-Court-Entscheidung für verfassungswidrig erkannt und in der Folge aufgelöst.

## Geschichte
Seit seiner Gründung 1898 bestand das Board of Estimate von Amts wegen aus acht Mitgliedern: den drei durch die Gesamtbevölkerung direkt gewählten Ämtern, dem Bürgermeister von New York, dem City Comptroller und dem Präsidenten des New York City Council mit jeweils doppeltem Stimmgewicht, sowie aus den fünf Borough-Präsidenten mit jeweils einfachem Stimmgewicht. 1938 wurden die Befugnisse des Boards unter Bürgermeister LaGuardia weiter ausgebaut.
1989 erklärte der Supreme Court of the United States das Board für verfassungswidrig, da in ihm mit Brooklyn der bevölkerungsreichste Borough dasselbe Stimmgewicht innehielt wie der ungleich kleinere Borough Staten Island. Dies widersprach aber dem in der Equal-Protection-Klausel des 14. Amendment kodifizierten Grundprinzip „one man, one vote“.
In der 1990 überarbeiteten Charta von New York City wurden die meisten Aufgaben dem New York City Council übertragen. Die nun weitgehend auf ihre repräsentative Rolle beschränkte Position des Präsidenten des New York City Council wurde in der Folge in New York City Public Advocate umbenannt und zu einem Ombudsmann der New Yorker Bevölkerung umfunktioniert.